# Krista White
Pour les articles homonymes, voir White.
Krista Marne White, née le 19 décembre 1984 à Pine Bluff en Arkansas, est un mannequin américain.
Elle a gagné le quatorzième cycle de l'émission Top Model USA en 2010 ; à la suite de quoi elle signe avec l'agence de mannequins Wilhelmina Models et apparaît en couverture de Seventeen.